# Candacia varicans
Candacia varicans är en kräftdjursart som först beskrevs av Giesbrecht 1892.  Candacia varicans ingår i släktet Candacia och familjen Candaciidae. Inga underarter finns listade i Catalogue of Life.